# براونزدیل (فلوریدا)
براونزدیل (به انگلیسی: Brownsdale) یک منطقهٔ مسکونی در ایالات متحده آمریکا است که در فلوریدا واقع شده‌است. براونزدیل ۴۷۱ نفر جمعیت دارد و ۷۴٫۰۷ متر بالاتر از سطح دریا قرار دارد.